# شهرستان سرخه
شهرستان سُرخه یکی از شهرستان‌های استان سمنان ایران است. مرکز این شهرستان، شهر سرخه است.
این شهرستان در تاریخ ۹ مهر ۱۳۹۱ از شهرستان سمنان جدا شد و مستقل گردید.

## موقعیت جغرافیایی
شهرستان سرخه از شمال شرقی با شهرستان مهدی‌شهر، از شمال غربی با شهرستان فیروزکوه استان تهران، از غرب با شهرستان آرادان، از شرق با شهرستان سمنان، از جنوب با شهرستان نائین و از جنوب غربی با شهرستان اردستان استان اصفهان همسایه است.

## زبان و گویش
گویش رایج در این شهرستان سرخه‌ای است. وبگاه گلاتولوگ گویش سرخه ای-افتری را به همراه لاسگردی و سنگسری تحت عنوان خانواده کومشی(komesenian) طبقه‌بندی کرده است. گرنوت ویندفور گویش‌های افتری و سرخه ای-لاسگردی و گویش شهمیرزادی را با زبان مازندرانی مرتبط می‌داند. برخی از پژوهشگران نیز زبان مردمان مناطق سنگسر و افتر را همچون شهمیرزاد و پرور و اطراف آن از جنس زبان تاتی مازندرانی می‌دانند.

## اقتصاد و معدن
در اطراف شهر سرخه معادن زیاد گچ، نمک، زئولیت، بنتونیت، سلستین و غیره وجود دارند.
شهرستان سرخه دارای ۷۲ معدن و ۲۲ ماده معدنی از قبیل گچ، آهک، زئولیت، سیلیس، سرب و منگنز و … است. مواد معدنی موجود در این معادن عبارت‌اند از: سنگ گچ، نمک، سنگ آهن، سنگ لاشه، سنگ آهک، سنگ تزئینی، سنگ چینی، زغال‌سنگ، سولفات سدیم، میکا، بنتونیت، زئولیت، کائولن، بوکسیت، خاک صنعتی، سیلیس، دولومیت، فلدسپات، فیروزه، سلستین، سرب، مرمریت، تراورتن، فلورین، منگنز و ….

## تقسیمات کشوری
شهرستان سرخه دارای ۲ بخش، ۴ دهستان و ۱ شهر به شرح زیر است:

### شهرستان سرخه
| بخش   | مرکز بخش | جمعیت بخش ۱۳۹۵ | نام دهستان       | مرکز دهستان      | جمعیت دهستان ۱۳۹۵ | شهر           | جمعیت شهر ۱۳۹۵ |
| ----- | -------- | -------------- | ---------------- | ---------------- | ----------------- | ------------- | -------------- |
| مرکزی | لاسجرد   | ۱۲٬۰۶۵ نفر     | لاسگرد           | لاسجرد           | ۱٬۵۶۵ نفر         | سرخه          | ۹٬۹۵۱ نفر      |
| مرکزی | لاسجرد   | ۱۲٬۰۶۵ نفر     | امامزاده عبدالله | امامزاده عبدالله | ۵۴۹ نفر           | سرخه          | ۹٬۹۵۱ نفر      |
| هفدر  | مؤمن‌آباد | ۳٬۴۵۸ نفر      | مؤمن‌آباد         | مؤمن‌آباد         | ۱٬۷۹۶ نفر         | ************* | *************  |
| هفدر  | مؤمن‌آباد | ۳٬۴۵۸ نفر      | هفدر             | افتر             | ۱٬۶۶۲ نفر         | ************* | *************  |

## جمعیت
بر پایه سرشماری عمومی نفوس و مسکن در سال ۱۳۹۵، جمعیت شهرستان سرخه برابر با ۱۵٬۵۲۳ نفر بوده است.

## صنایع دستی
از صنایع دستی این شهرستان می‌توان به موارد زیر اشاره نمود:
- دستباف‌ها (تولید پرده‌های سنتی و هنری، حوله، شال گردن، جاجیم، چوقا و …)
- پلاس و کرباس
- پارچه‌های پشمی
- چادرشب‌های ابریشمی، پشمی و نخی
- گلیم بافی
- قالی بافی

## مراکز درمانی
- شبکه بهداشت و درمان شهرستان سرخه
- درمانگاه شبانه‌روزی شهدا سرخه
- درمانگاه روستای مؤمن آباد سرخه
- اورژانس ۱۱۵ شهرستان سرخه
- درمانگاه رازی شهر سرخه (خصوصی)
- درمانگاه ترک اعتیاد
- اورژانس جاده‌ای لاسجرد سرخه
- اورژانس جاده‌ای افتر سرخه

## مراکز آموزش عالی
- دانشکده پیراپزشکی سرخه وابسته به دانشگاه علوم پزشکی سمنان
- دانشکده فوریتهای پزشکی مستقر در مرکز بهداشت شهدای سرخه